# Roger Bigod, V conte di Norfolk
Roger Bigod (1245 circa – prima del 6 dicembre 1306) fu V conte di Norfolk.

## La vita
Roger Bigod nacque intorno al 1245 da Hugh Bigod (1211 circa-1266), Gran giustiziere d'Inghilterra, e Joan de Stuteville (morta prima del 6 aprile 1276), egli ereditò il contado di Norfolk dallo zio Roger Bigod, IV conte di Norfolk che nel 1270 morì senza figli.
Roger salì agli onori della cronaca nel 1297 quando ebbe, pare, un alterco con Edoardo I d'Inghilterra che è passato alla storia. La lite sorse quando Edoardo gli comandò di andare a combattere contro Filippo IV di Francia in Guascogna, mentre il re si sarebbe recato a guerreggiare nelle Fiandre. Roger asserì che la legge feudale lo obbligava solamente a servire il re oltre mare, ma in compagnia del sovrano stesso. Si dice che a quel punto Edoardo abbia esclamato Per Dio conte o andrete o verrete impiccato e pare che Roger abbia risposto In nome di quel giuramento, o re, non andrò e non sarò impiccato.
Alla fine Edoardo partì insieme con Humphrey de Bohun, III conte di Hereford per la Francia, mentre era in patria Roger cercò di impedire che venissero inviati aiuti oltre Manica per la guerra e costrinse Edoardo a firmare i documenti nel 1297 e ancora nel 1301. Lo storico William Stubbs reputava che Roger e Bohun non fossero altro che i degenerati figli di padri potenti, grandi nelle proprie opportunità, piuttosto che nel patriottismo.
Tuttavia Roger aveva servito degnamente Edoardo in tempi passati. Nell'agosto del 1282 registri coevi lo vogliono in Galles al servizio del re.
Ruggero si sposò due volte, la prima con Aline Basset, vedova di Hugh le Despenser, I barone Despenser (1223-4 agosto 1265), dalla quale non ebbe figli.
In seconde nozze sposò Alice di Hainaut, figlia di Giovanni I di Hainaut, nemmeno da questo matrimonio nacquero figli.
Roger morì prima del 6 dicembre 1306 e poiché non aveva prole alla sua morte il titolo venne dichiarato estinto e venne inglobato dalla corona, nonostante Roger avesse un fratello vivente, John, il titolo di conte di Norfolk venne poi donato a Tommaso, figlio di secondo letto di Edoardo I.